# Rhythm Nation
«Rhythm Nation» — другий сингл американської поп співачки Джанет Джексон, був випущений 24 жовтня 1989, року на лейблі A&M.
Один із успішних синглів співачки, в 1989, році. Сама пісня веде у собі тематику соціальної свідомості, переживання, проблеми людства. У США пісня досягнула успішності, в чартах Billboard Hot 100, і також і у інших країнах, мала успіх. Це другий сингл з студійного альбому Janet Jackson's Rhythm Nation 1814.

## Чарти

### Тижневі чарти
| Чарт (1989–1990)                                           | Найвища позиція |
| ---------------------------------------------------------- | --------------- |
| Australia (ARIA)                                           | 56              |
| Бельгія (Ultratop Flanders)                                | 24              |
| Canada Retail Singles (The Record)                         | 2               |
| Canada Top Singles (RPM)                                   | 6               |
| Europe (European Hot 100 Singles)                          | 76              |
| Ірландія (IRMA)                                            | 19              |
| Japan (Oricon)                                             | 84              |
| Нідерланди (Dutch Top 40)                                  | 11              |
| Нідерланди (Mega Single Top 100)                           | 9               |
| Нова Зеландія (RIANZ)                                      | 17              |
| South Africa (Mediaguide)                                  | 2               |
| Швейцарія (Media Control AG)                               | 22              |
| Велика Британія (UK Singles Chart)                         | 23              |
| США (Billboard Hot 100)                                    | 2               |
| США (Hot Dance Club Songs) (Billboard)                     | 1               |
| US Hot Black Singles (Billboard)                           | 1               |
| US Cash Box Top 100                                        | 3               |
| US Contemporary Hit Radio (Radio & Records)                | 2               |
| US Urban (Radio & Records)                                 | 1               |
| Федеративна Республіка Німеччина (Чарти GfK Entertainment) | 83              |

### Річні чарти
| Чарт (1990)                                 | Позиція |
| ------------------------------------------- | ------- |
| Canada Top Singles (RPM)                    | 79      |
| Canada Dance/Urban (RPM)                    | 44      |
| US Billboard Hot 100                        | 38      |
| US Dance Club Songs (Billboard)             | 4       |
| US Dance Singles Sales (Billboard)          | 9       |
| US Hot Black Singles (Billboard)            | 32      |
| US Contemporary Hit Radio (Radio & Records) | 81      |
| US Urban (Radio & Records)                  | 89      |

## Сертифікації
| Регіон                                                      | Сертифікація | Продажі   |
| ----------------------------------------------------------- | ------------ | --------- |
| США (RIAA)                                                  | Платиновий   | 1 000 000 |
| продажі+прослуховування, що базуються лише на сертифікаціях |              |           |